# Phiambolia stayneri
Phiambolia stayneri är en isörtsväxtart som först beskrevs av Harriet Margaret Louisa Bolus, Toelken och Jessop, och fick sitt nu gällande namn av Klak. Phiambolia stayneri ingår i släktet Phiambolia och familjen isörtsväxter. Inga underarter finns listade i Catalogue of Life.